# Hatifa
Hatifa (titlul original: în germană Hatifa) este un film est-german de basme și aventuri, realizat în 1960 de regizorul Siegfried Hartmann, după povestirea omonimă a lui Willi Meinck, protagoniști fiind actorii Gisela Büttner, Harry Hindemith, Axel Kausmann și Jochen Thomas. 

## Conținut
Hatifa și Hodja stau la bătrânul Simsal. Amândoi au câte o jumătate de amuletă și îl lasă pe Simsal să spună povestea acesteia și, de asemenea, povestea lui Hatifa.
Hatifa a primit amuleta de mic copil, de la mama ei, înainte să fie ucisă de războinicii cu barbă neagră asirieni. Hatifa este înrobită și trebuie să lucreze într-o carieră de piatră. Într-o zi reușește să fugă de acolo și rătăcește prin deșert, însoțită de pisica ei Rana, dar fără apă și mâncare, până este găsită de înțeleptul interpret de vise Simsal și de tânărul Hodja, care este un slujitor liber în slujba războinicului Ganem.
Hatifa călătorește cu caravana lui Ganem, dar Simsal îi vede curând semnul de sclavă tatuat pe umăr și o sfătuiește să nu spună nimănui secretul ei. Hatifa îi dă drept mulțumire lui Simsal amuleta ei, dar el o rupe și îi dă jumătate ei și cealaltă jumătate lui Hodja. Amuleta este destinată să consolideze legătura de prietenie dintre cei doi. Când Hatifa află că oamenii care ascund sclavi sunt pedepsiți cu moartea, fuge noaptea părăsind caravana împreună cu Hodja.
Ganem îi prinde pe amândoi și vrea să o ducă pe Hatifa înapoi la carieră, dar ea îl convinge că în orașul Ninive va reuși să obțină un siclu de argint ca să-l plătească pentru tăcerea lui.
În Ninive, Hatifa este luată în casa lui Simsal, care îi dăruiește haine luxoase. Simsal îl întâlnește în secret în Ninive  pe fostul sclav și actualul pirat Zadok căruia îi dă o veste de la Nairabu: negustorul de sclavi Anaximandros intenționează să vină cu o încărcătură de femei sclave. Zadok, temut de negustorii de sclavi, vrea să atace nava și să le salveze pe sclave. El speră în secret că într-o bună zi își va găsi din nou fiica răpită și acum probabil și ea sclavă.
Hatifa află că Ganem este în oraș și merge din nou să-l întâlnească pe Hodja. Ganem insistă asupra sumei convenite de argint, iar Hatifa îi oferă în zadar un inel care ar valora mult mai mult. Ganem o duce la carieră, unde nu primește niciun ban pentru Hatifa, dar este vândută imediat lui Anaximandros.
Între timp, Hodja a reușit să-i spună lui Simsal despre soarta Hatifei. Împreună reușesc să urmeze drumul lui Hatifa spre corabia lui Anaximandro. Acolo Simsal este angajat ca scrib și Hodja reușește să se strecoare în taină pe navă. Unul dintre oamenii lui Zadok și un prieten al lui Simsal sunt de asemenea la bord.
Hodja leagă în taină de gâtul Ranei amuleta sa și astfel îi poate semnala lui Hatifa că salvatorii sunt la bord. Când nava lui Zadok apare la orizont, Hodja îi înarmează pe sclavi de pe galeră. Cu ajutorul lor și a oamenilor lui Zadok, soldații lui Anaximandro sunt învinși și femeile înrobite sunt eliberate.
Mai târziu, Hatifa și Hodja își țin jumătățile de amuletă împreună, iar Zadok recunoaște în amuletă fosta bijuterie a soției sale și îi spune lui Hatifa că el este tatăl ei.
Simsal își încheie povestea. Hatifa este fericită că Zadok, care este din nou pe mare pentru a elibera alți sclavi, va reveni a doua zi acasă.

## Distribuție
- Gisela Büttner – Hatifa
- Harry Hindemith – Simsal
- Axel Kausmann – Hodja
- Jochen Thomas – Ganem
- Gerhard Lau – Stelzbein
- Fred Düren – Zadok
- Herbert Grünbaum – Anaximandros
- Hans-Joachim Hegewald – Enki
- Otto-Erich Edenharter – căpitanul
- Else Koren – soția lui Ganem
- Alfred Lux – Achmed
- Johannes Knittel – Ur-Sin
- Fred Ludwig – un războinic
- Michael Calmen – un timpanist (toboșar)
- Friedrich Richter – 1. conducător bătrân de măgari
- Karl Schnog – 2. conducător bătrân de măgari
- Johannes Maus – negustorul de pește
- Jean Brahn – vânzătorul de fructe
- Julius Klee – sclav vâslaș pe galeră
- Fritz Decho – vânzătorul de pepeni
- Johannes Siegert – Belibni
- Karl Block – vânzătorul de apă

## Producția
O mare parte din film a fost realizată în Studioul Babelsberg. Scenele cu corabia de sclavi din a doua parte a filmului au fost parțial create pe insula Rügen din  Marea Baltică, în preajma localităților  Glowe și Lauterbach. Scenele din cariera de piatră au fost filmate în masivul Granodiorit, la est de Dresda. Pe lângă catâri și măgari, au fost folosite  pentru filmări și patru cămile din grădina zoologică Berlin-Friedrichsfelde.

## Premii
- 1961: Filmul Hatifa a fost distins cu Floarea de Lotus de Argint la cel de-al doilea Festival Internațional de Film de la New Delhi în 1961.